# Prawda Stara (gromada)
Prawda Stara (od 1 I 1962 Stoczek) – dawna gromada, czyli najmniejsza jednostka podziału terytorialnego Polskiej Rzeczypospolitej Ludowej w latach 1954–1972.
Gromady, z gromadzkimi radami narodowymi (GRN) jako organami władzy najniższego stopnia na wsi, funkcjonowały od reformy reorganizującej administrację wiejską przeprowadzonej jesienią 1954 do momentu ich zniesienia z dniem 1 stycznia 1973, tym samym wypierając organizację gminną w latach 1954–1972.
Gromadę Prawda Stara z siedzibą GRN w Prawdzie Starej (w obecnym brzmieniu Stara Prawda) utworzono – jako jedną z 8759 gromad na obszarze Polski – w powiecie łukowskim w woj. lubelskim na mocy uchwały nr 13 WRN w Lublinie z dnia 5 października 1954. W skład jednostki weszły obszary dotychczasowych gromad Prawda Stara, Prawda Nowa, Kieńkówka i Jamielne (bez kolonii Kochany) ze zniesionej gminy Prawda oraz obszar dotychczasowej gromady Jagodne ze zniesionej gminy Mysłów w tymże powiecie. Dla gromady ustalono 23 członków gromadzkiej rady narodowej.
1 stycznia 1962 gromadę Prawda Stara zniesiono przez przeniesienie siedziby GRN z Prawdy Starej do miasta Stoczka (Łukowskiego) i zmianę nazwy jednostki na gromada Stoczek.